# Dompierre FR
| FR ist das Kürzel für den Kanton Freiburg in der Schweiz. Es wird verwendet, um Verwechslungen mit anderen Einträgen des Namens Dompierre zu vermeiden. |

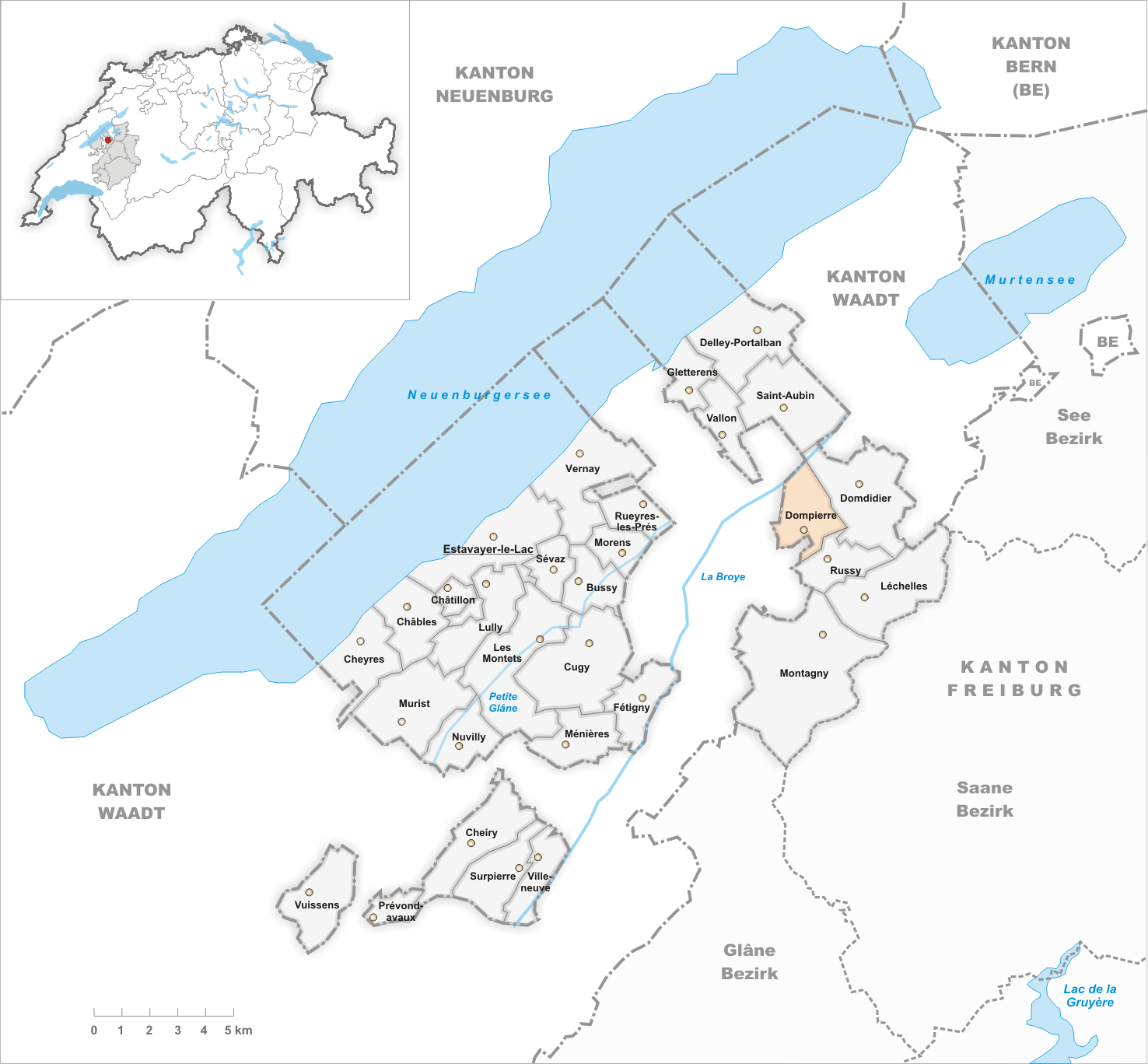
Gemeindestand vor der Fusion am 1. Januar 2016

Dompierre (Freiburger Patois Donpyérouⓘ) war bis am 31. Dezember 2015 eine politische Gemeinde im Distrikt Broye des Kantons Freiburg in der Schweiz. Am 1. Januar 2016 fusionierte sie mit den Gemeinden Domdidier, Léchelles und Russy zur neuen Gemeinde Belmont-Broye.

## Geographie
Dompierre liegt auf 470 m ü. M., fünf Kilometer nordöstlich von Payerne (Luftlinie). Das Haufendorf erstreckt sich auf einer vom eiszeitlichen Rhonegletscher geschaffenen Anhöhe und in der südlich davon liegenden Geländemulde, am Südrand der Broyeebene, im nordwestlichen Freiburger Mittelland.
Die Fläche des 4,5 km² grossen ehemaligen Gemeindegebiets umfasst einen Abschnitt der Broyeebene und des anschliessenden Molassehügellandes. Der Hauptteil des Gebietes liegt in der flachen Broyeebene (Flur Terrailles) und reicht nordwärts über die begradigte Arbogne bis an den kanalisierten Flusslauf der Broye. Nach Süden erstreckt sich der ehemalige Gemeindeboden über die Anhöhe von Dompierre und die breite Talmulde des Ruisseau de la Bauma bis an die unteren Hangpartien des Grand Belmont, wo mit 510 m ü. M. der höchste Punkt von Dompierre erreicht wird. Von der ehemaligen Gemeindefläche entfielen 1997 9 % auf Siedlungen, 1 % auf Wald und Gehölze, 89 % auf Landwirtschaft, und etwas mehr als 1 % war unproduktives Land.
Zu Dompierre gehören einige Einzelhöfe. Nachbargemeinden von Dompierre waren Domdidier und Russy im Kanton Freiburg sowie Corcelles-près-Payerne und Missy im Kanton Waadt.

## Bevölkerung
Mit 1022 Einwohnern (Stand 31. Dezember 2015) gehörte Dompierre zu den kleineren Gemeinden des Kantons Freiburg. Von den Bewohnern sind 94,7 % französischsprachig, 2,4 % deutschsprachig, und 1,4 % sprechen Albanisch (Stand 2000). Die Bevölkerungszahl von Dompierre belief sich 1850 auf 431 Einwohner, 1900 auf 544 Einwohner. Im Verlauf des 20. Jahrhunderts stieg die Bevölkerung bis 1950 langsam auf 609 Einwohner an. Danach wurde bis 1970 durch starke Abwanderung eine Abnahme um mehr als 20 % auf 485 Personen beobachtet. Seither wurde wieder ein deutliches Bevölkerungswachstum verzeichnet.
Einwohnerzahlen: Volkszählungsdaten

## Wirtschaft
Dompierre war bis Mitte des 20. Jahrhunderts ein vorwiegend durch die Landwirtschaft geprägtes Dorf. Noch heute haben dank der fruchtbaren Böden in der Broyeebene der Ackerbau (Zuckerrüben), der Obstbau, der Anbau von Tabak sowie die Viehzucht einen wichtigen Stellenwert in der Erwerbsstruktur der Bevölkerung. Weitere Arbeitsplätze sind im lokalen Kleingewerbe und im Dienstleistungssektor vorhanden, darunter im Transport- und Baugewerbe, in einer Schreinerei und einer Biskuitfabrik. In den letzten Jahrzehnten hat sich Dompierre auch zu einer Wohngemeinde entwickelt. Viele Erwerbstätige sind deshalb Wegpendler, die hauptsächlich in den Regionen Payerne und Freiburg arbeiten.

## Verkehr
Die ehemalige Gemeinde ist verkehrsmässig gut erschlossen. Sie liegt an der Hauptstrasse 1 von Bern via Payerne nach Lausanne, die vor der Eröffnung der Autobahn von Bern in die Westschweiz sehr stark frequentiert war. Der nächste Anschluss an die Autobahn A1 (Lausanne-Bern), die im Jahr 1997 eröffnet wurde, befindet sich rund 5 km vom Ortskern entfernt. Am 25. August 1876 wurde die Eisenbahnlinie von Murten nach Payerne mit einem Bahnhof in Dompierre in Betrieb genommen. Die BLS bedient den Bahnhof nur mittels eines Regios, welcher zwischen Payerne und Murten (-Bern) hin und her pendelt.

## Geschichte

Historisches Luftbild von Werner Friedli von 1964

Die erste urkundliche Erwähnung des Ortes erfolgte bereits im Jahr 587, als der Bischof von Lausanne dem Kloster von Payerne Grundbesitz in Dompierre überliess. Später erschienen die Bezeichnungen Dommun Petri (961), Donperre (1137), Domnus Petrus (1180), Dunpero (1200) und Donperro (1228). Lange Zeit hiess die Gemeinde auch Dompierre-près-Payerne und Dompierre-le-Petit (dies im Unterschied zu Dompierre-le-Grand, dem heutigen Weiler Carignan auf der nördlichen Seite der Broyeebene). Der Ortsname ist von Domnus Petrus (heiliger Petrus) abgeleitet.
Seit dem Mittelalter bildete Dompierre eine eigene kleine Herrschaft, die 1267 an die Herren von Montagny und 1405 in den Einflussbereich des Hauses Savoyen kam. 1478 gelangte das Dorf durch Kauf unter die Oberhoheit von Freiburg und wurde der Vogtei Montagny zugeordnet. Nachdem Bern 1536 das Waadtland erobert hatte, gab es mehrfach Streitigkeiten mit Bern, das den Klosterbesitz von Payerne als sein Eigentum erachtete.
Nach dem Zusammenbruch des Ancien Régime (1798) gehörte Dompierre während der Helvetik bis 1803 zum Bezirk Avenches, danach zum Bezirk Montagny und ab 1831 zum neu geschaffenen Bezirk Dompierre, bevor es 1848 in den Bezirk Broye eingegliedert wurde.
Der Romanist Louis Gauchat promovierte mit einer 1891 veröffentlichten Studie zum damals noch im Alltag gesprochenen frankoprovenzalischen Dialekt von Dompierre (gemeinhin als «Patois» bezeichnet), der aber seither weitgehend verschwunden und durch eine Regionalvarietät des Französischen ersetzt worden ist.

## Sehenswürdigkeiten
Die Pfarrei Dompierre wurde vermutlich bereits im 6. Jahrhundert unter dem damaligen Bischof von Lausanne errichtet. Die heutige Pfarrkirche Saint-Pierre-et-Paul geht im Kern auf ein Gotteshaus von 1525 zurück, wurde aber in den Jahren 1866 bis 1869 fast von Grund auf neu errichtet. Das zweigeschossige Schloss wurde 1637 erbaut, später mehrfach verändert und war Sitz der Präfektur von 1814 bis 1848. Im Ortskern sind einige stattliche Bauernhäuser aus dem 17. bis 19. Jahrhundert erhalten.